# Championnat d'Irlande de football 1976-1977
Navigation
Édition précédente Édition suivante
Le Championnat d'Irlande de football en 1976-1977. Sligo remporte le titre pour la deuxième fois. Son premier titre remontait à 1937.
Albert Rovers Football Club remplace Cork Hibernians dans le championnat.

## Les 14 clubs participants
| Équipe                               | Ville                 | Manager | Stade                            | Capacité | Fondation |
| ------------------------------------ | --------------------- | ------- | -------------------------------- | -------- | --------- |
| Albert Rovers Football Club          | Cork                  |         |                                  |          | 1946      |
| Athlone Town Football Club           | Athlone               |         | Sports Ground                    |          | 1887      |
| Bohemian Football Club               | Dublin (Phibsborough) |         | Dalymount Park                   |          | 1890      |
| Cork Celtic Football Club            | Cork                  |         |                                  |          | 1935      |
| Drogheda United Football Club        | Drogheda              |         | United Park                      |          | 1975      |
| Dundalk Football Club                | Dundalk               |         | Oriel Park                       |          | 1903      |
| Finn Harps Football Club             | Ballybofey            |         | Finn Park                        |          | 1954      |
| Home Farm Football Club              | Dublin (Whitehall)    |         | Whitehall Stadium                |          | 1928      |
| Limerick Football Club               | Limerick              |         |                                  |          | 1937      |
| St. Patrick's Athletic Football Club | Dublin (Inchicore)    |         | Richmond Park                    |          | 1929      |
| Shamrock Rovers Football Club        | Dublin (Milltown)     |         | Glenmalure Park                  |          | 1899      |
| Shelbourne Football Club             | Dublin (Ringsend)     |         | Shelbourne Park                  |          | 1895      |
| Sligo Rovers Football Club           | Sligo                 |         | Showgrounds                      |          | 1928      |
| Waterford United Football Club       | Waterford             |         | Waterford Regional Sports Centre |          | 1930      |

## Classement
| Place | Club                      | Points | Victoires | Nuls | Défaites | Buts pour | Buts contre | Différence |
| ----- | ------------------------- | ------ | --------- | ---- | -------- | --------- | ----------- | ---------- |
| 1er   | Sligo Rovers              | 39     | 18        | 3    | 5        | 48        | 20          | +28        |
| 2e    | Bohemians FC              | 38     | 17        | 4    | 5        | 50        | 29          | +21        |
| 3e    | Drogheda United           | 34     | 12        | 10   | 4        | 56        | 34          | +22        |
| 4e    | Waterford United          | 33     | 12        | 9    | 5        | 42        | 28          | +14        |
| 5e    | Dundalk FC                | 29     | 12        | 5    | 9        | 51        | 42          | +9         |
| 6e    | St. Patrick's Athletic FC | 28     | 9         | 10   | 7        | 30        | 27          | +3         |
| 7e    | Shelbourne FC             | 28     | 10        | 8    | 8        | 39        | 40          | -1         |
| 8e    | Finn Harps                | 26     | 9         | 8    | 9        | 40        | 45          | -5         |
| 9e    | Cork Celtic FC            | 25     | 10        | 5    | 11       | 48        | 44          | +4         |
| 10e   | Athlone Town              | 23     | 8         | 7    | 11       | 43        | 46          | -3         |
| 11e   | Shamrock Rovers           | 17     | 7         | 3    | 16       | 26        | 46          | -20        |
| 12e   | Limerick FC               | 16     | 5         | 6    | 15       | 29        | 47          | -18        |
| 13e   | Albert Rovers             | 16     | 5         | 6    | 15       | 21        | 42          | -21        |
| 14e   | Home Farm FC              | 12     | 4         | 4    | 18       | 22        | 55          | -33        |

## Source
- (en) Alex Graham, Football in the Republic of Ireland : a Statistical Record 1921–2005, Soccer Books Ltd, novembre 2005, 142 p. (ISBN 978-1862231351).